# Seelen
Seelen là một đô thị thuộc thuộc huyện Donnersberg, Đức. Đô thị Seelen có diện tích 3,16 km², dân số thời điểm ngày 31 tháng 12 năm 2006 là 179 người.